# Saint-Aignan-de-Cramesnil
Saint-Aignan-de-Cramesnil és un antic municipi francès, situat al departament de Calvados i a la regió de Normandia. L'1 de gener de 2019 esdevé un municipi delegat, al si del municipi nou Le Castelet. L'any 2015 tenia 538 habitants.

## Demografia

### Població
El 2007 la població de fet de Saint-Aignan-de-Cramesnil era de 481 persones. Hi havia 163 famílies de les quals 31 eren unipersonals (19 homes vivint sols i 12 dones vivint soles), 43 parelles sense fills, 81 parelles amb fills i 8 famílies monoparentals amb fills.
La població ha evolucionat segons el següent gràfic:
Habitants censats

### Habitatges
El 2007 hi havia 173 habitatges, 164 eren l'habitatge principal de la família, 6 eren segones residències i 4 estaven desocupats. 171 eren cases i 2 eren apartaments. Dels 164 habitatges principals, 139 estaven ocupats pels seus propietaris, 22 estaven llogats i ocupats pels llogaters i 3 estaven cedits a títol gratuït; 2 tenien una cambra, 5 en tenien dues, 22 en tenien tres, 31 en tenien quatre i 104 en tenien cinc o més. 147 habitatges disposaven pel capbaix d'una plaça de pàrquing. A 53 habitatges hi havia un automòbil i a 106 n'hi havia dos o més.

### Piràmide de població
La piràmide de població per edats i sexe el 2009 era:
| Homes | Edats   | Dones |
| ----- | ------- | ----- |
| 0     | 95 o +  | 4     |
| 0     | 90 a 94 | 4     |
| 4     | 85 a 89 | 8     |
| 0     | 80 a 84 | 4     |
| 0     | 75 a 79 | 4     |
| 8     | 70 a 74 | 12    |
| 8     | 65 a 69 | 8     |
| 8     | 60 a 64 | 8     |
| 16    | 55 a 59 | 12    |
| 16    | 50 a 54 | 16    |
| 0     | 45 a 49 | 8     |
| 4     | 40 a 44 | 12    |
| 12    | 35 a 39 | 8     |
| 12    | 30 a 34 | 20    |
| 20    | 25 a 29 | 12    |
| 8     | 20 a 24 | 20    |
| 4     | 15 a 19 | 4     |
| 0     | 10 a 14 | 12    |
| 4     | 5 a 9   | 16    |
| 12    | 0 a 4   | 20    |

## Economia
El 2007 la població en edat de treballar era de 290 persones, 228 eren actives i 62 eren inactives. De les 228 persones actives 217 estaven ocupades (111 homes i 106 dones) i 12 estaven aturades (7 homes i 5 dones). De les 62 persones inactives 18 estaven jubilades, 30 estaven estudiant i 14 estaven classificades com a «altres inactius».

### Ingressos
El 2009 a Saint-Aignan-de-Cramesnil hi havia 169 unitats fiscals que integraven 498 persones, la mediana anual d'ingressos fiscals per persona era de 17.326 €.

### Activitats econòmiques
Dels 21 establiments que hi havia el 2007, 5 eren d'empreses de fabricació d'altres productes industrials, 3 d'empreses de construcció, 6 d'empreses de comerç i reparació d'automòbils, 2 d'empreses de transport, 1 d'una empresa d'informació i comunicació, 1 d'una empresa immobiliària, 1 d'una empresa de serveis, 1 d'una entitat de l'administració pública i 1 d'una empresa classificada com a «altres activitats de serveis».
Dels 4 establiments de servei als particulars que hi havia el 2009, 2 eren tallers de reparació d'automòbils i de material agrícola, 1 guixaire pintor i 1 fusteria.
L'any 2000 a Saint-Aignan-de-Cramesnil hi havia 8 explotacions agrícoles que ocupaven un total de 744 hectàrees.

## Equipaments sanitaris i escolars
El 2009 hi havia una escola maternal.

## Poblacions més properes
El següent diagrama mostra les poblacions més properes.